# Церква святих Кузьми та Дем'яна (Корчин)
Церква святих Кузьми та Дем'яна — діюча дерев'яна бойківська греко-католицька церква у селі Корчин Сколівського району Львівської області. Належить до Сколівського деканату Самбірсько-Дрогобицької єпархії УГКЦ.

## Розташування

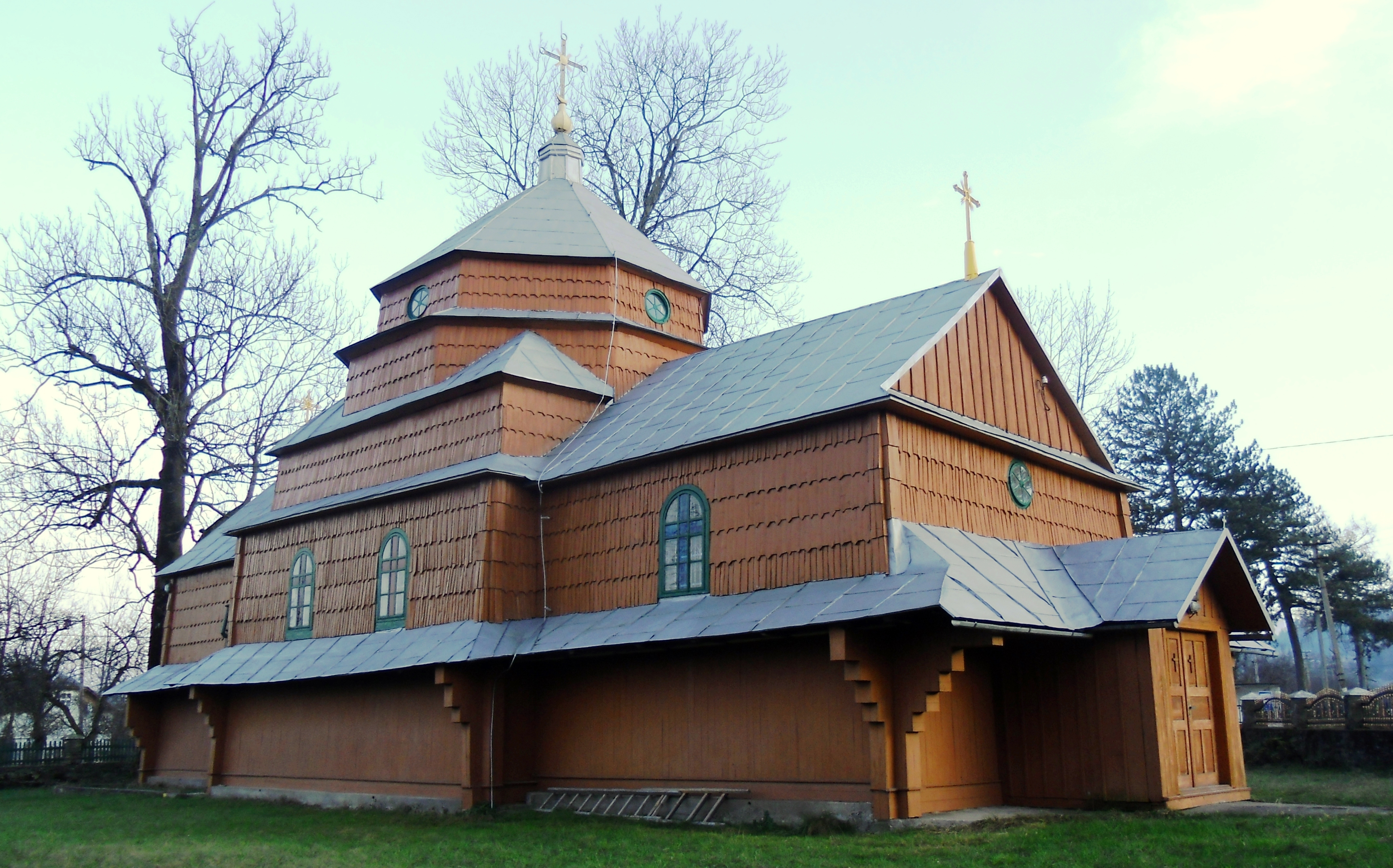

Церква знаходиться у Корчині Рустикальному (східній частині села), біля головної дороги в долині, біля річки Стрий.

## Історія
Церкву збудовано у 1824 році, відремонтовано — у 1890 році. Канонічна візитація (ревізія та інспекція церковного майна) церкви відбулася 1909 року. 

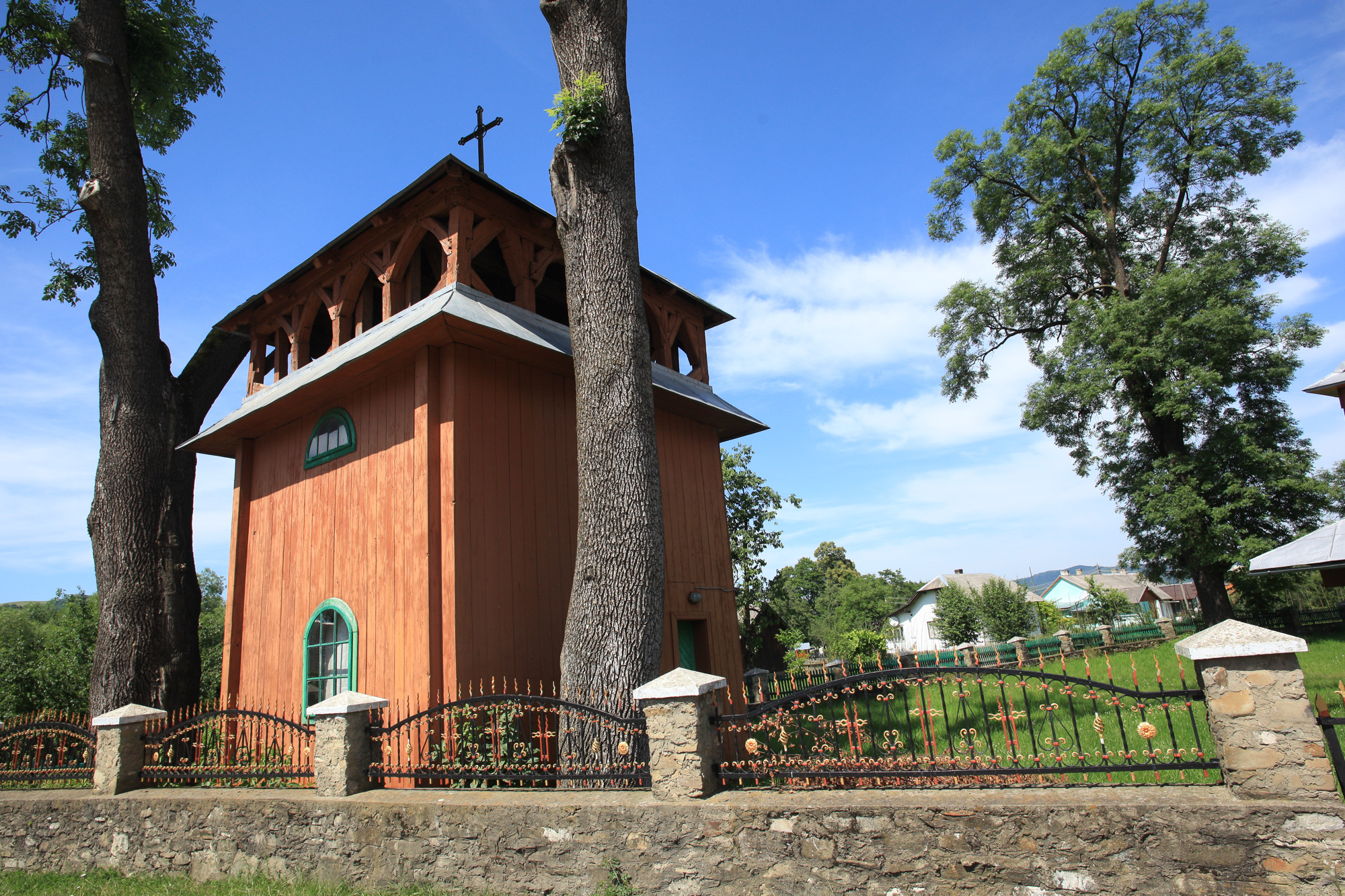

Ікона «Святий Юрій та свята Параскева П'ятниця», кінця XV – початку XVI ст., з церкви Козьми та Дем'яна, є окрасою експозиції Національного музею у Львові. 
На іконі на повний зріст зображені св. Юрій і св. Параскева П'ятниця. Св. Юрій представлений у лицарському вбранні часів середньовіччя зі стягом та щитом у руках. Свята Параскева у піднятій правій руці тримає хрест, лівою благословляє. Ікона унікальна тим, що у ній виразно простежуються впливи цехового малярства Європи. Це насамперед засвідчують літери написів на іконі, виконані у готичному стилі, а також спосіб трактування бганок одягу, військових обладунків св. Юрія.

## Архітектура
Церква тризрубна одноверха. Об'єм нави накритий восьмигранним шатром, який завершений глухим ліхтарем з маківкою. Бабинець і вівтар мають двосхилі дахи. По периметру будівлі влаштоване піддашшя. Входи з півдня та заходу підкреслені двосхилими дашками, які виступають з площини піддашшя. 
На північний-захід стоїть дзвіниця. Загалом, церква типової конструкції та класичного кольору.
Біля церкви немає цвинтара.

## Світлини

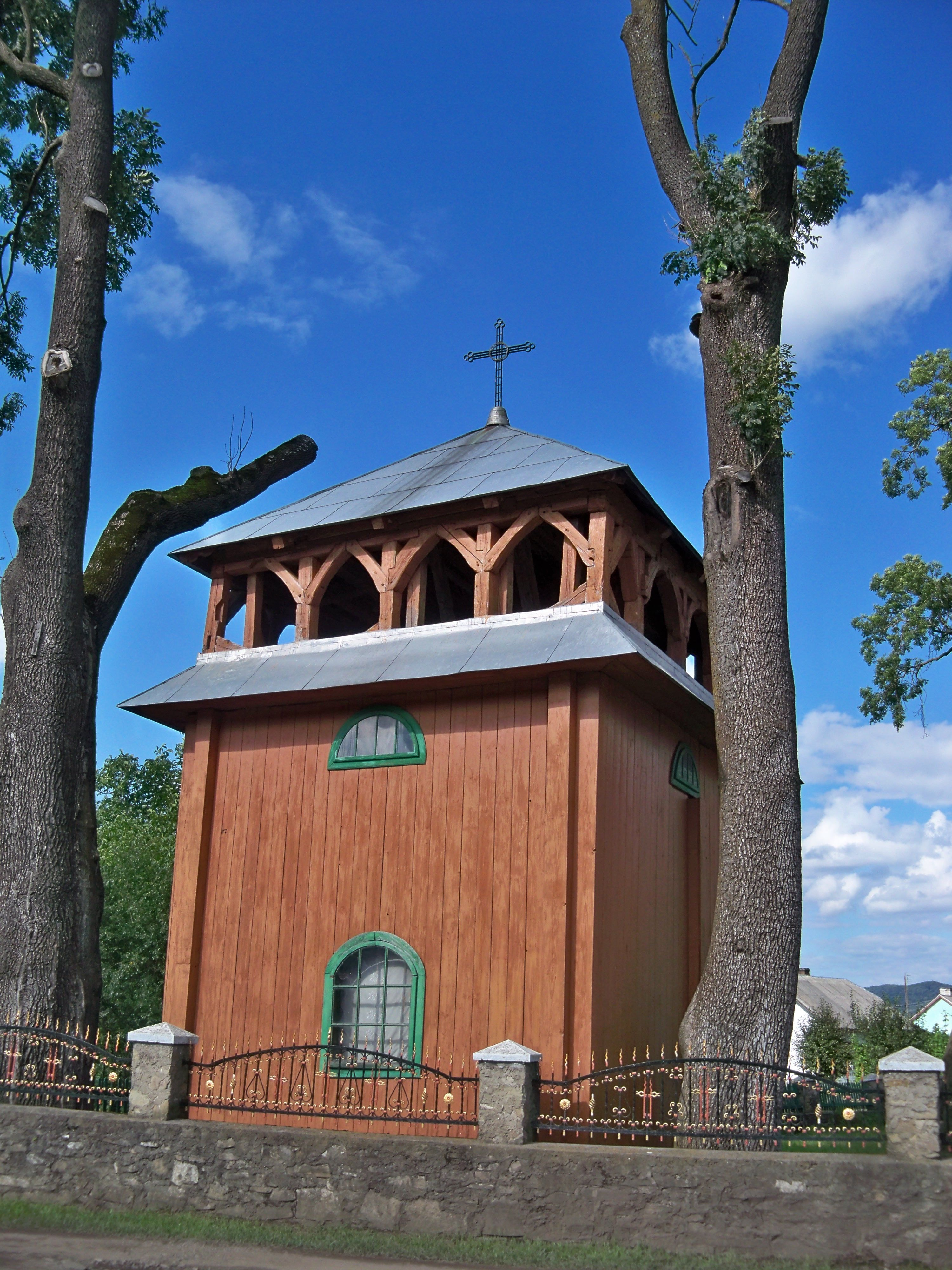
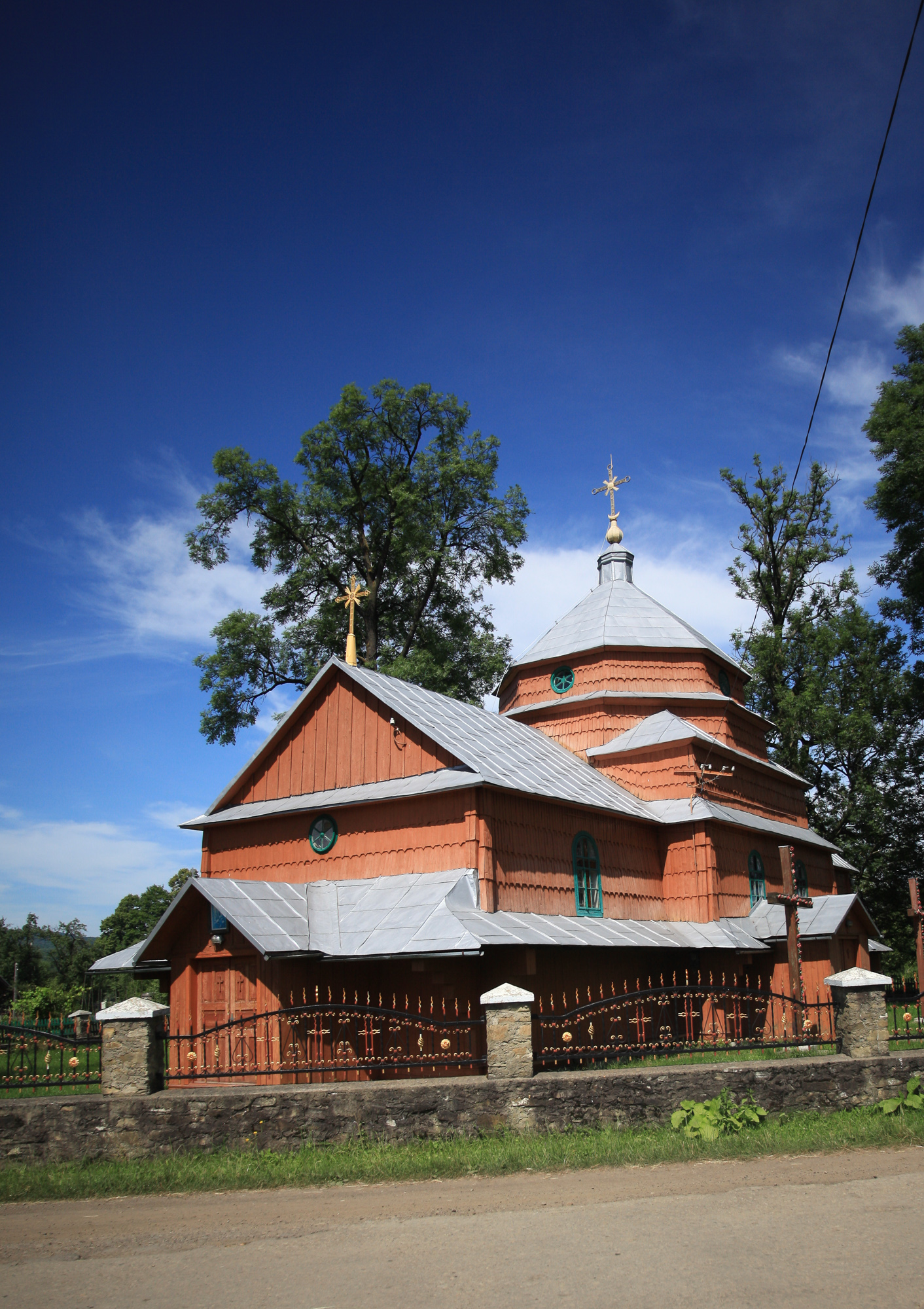
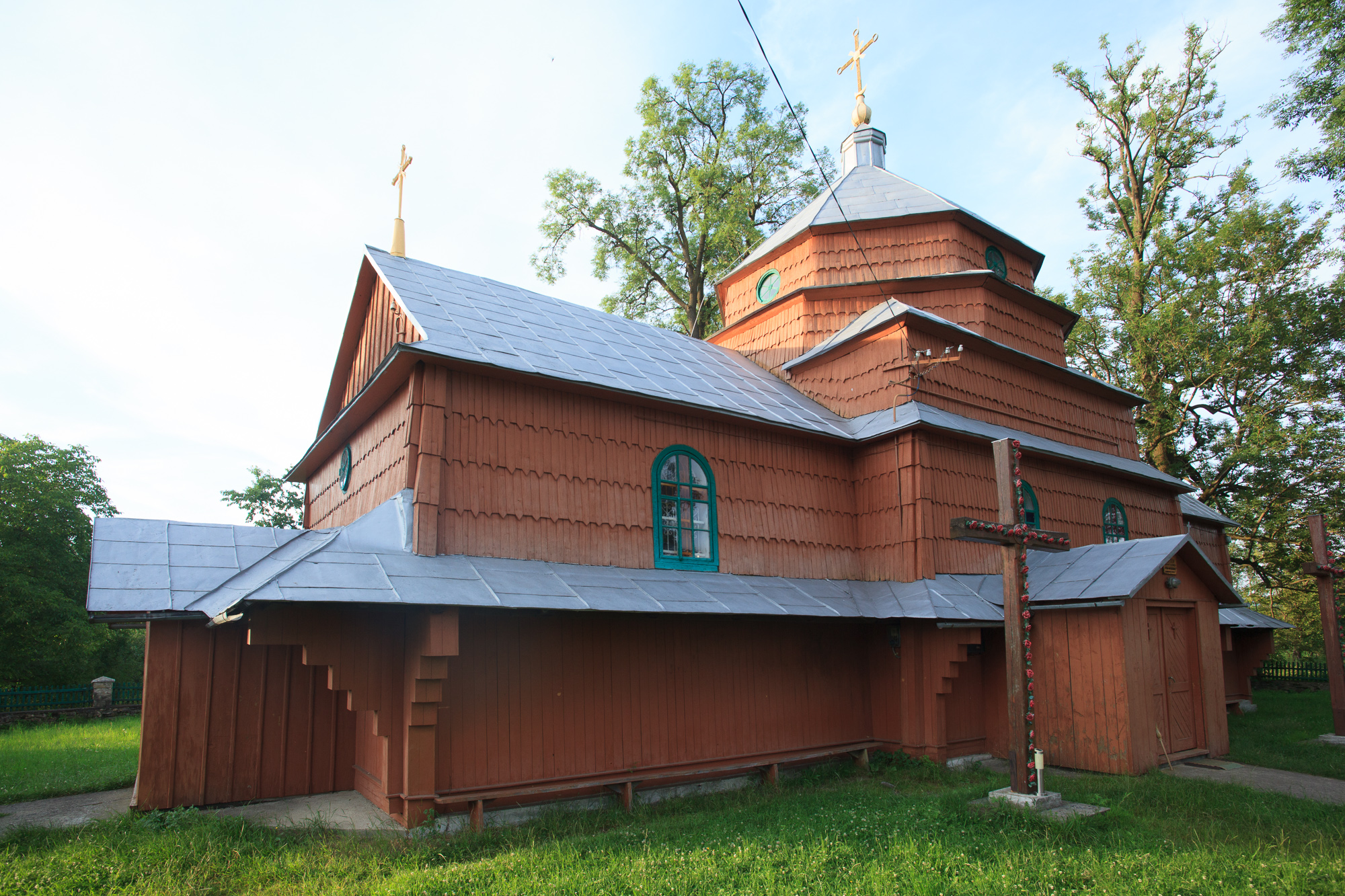
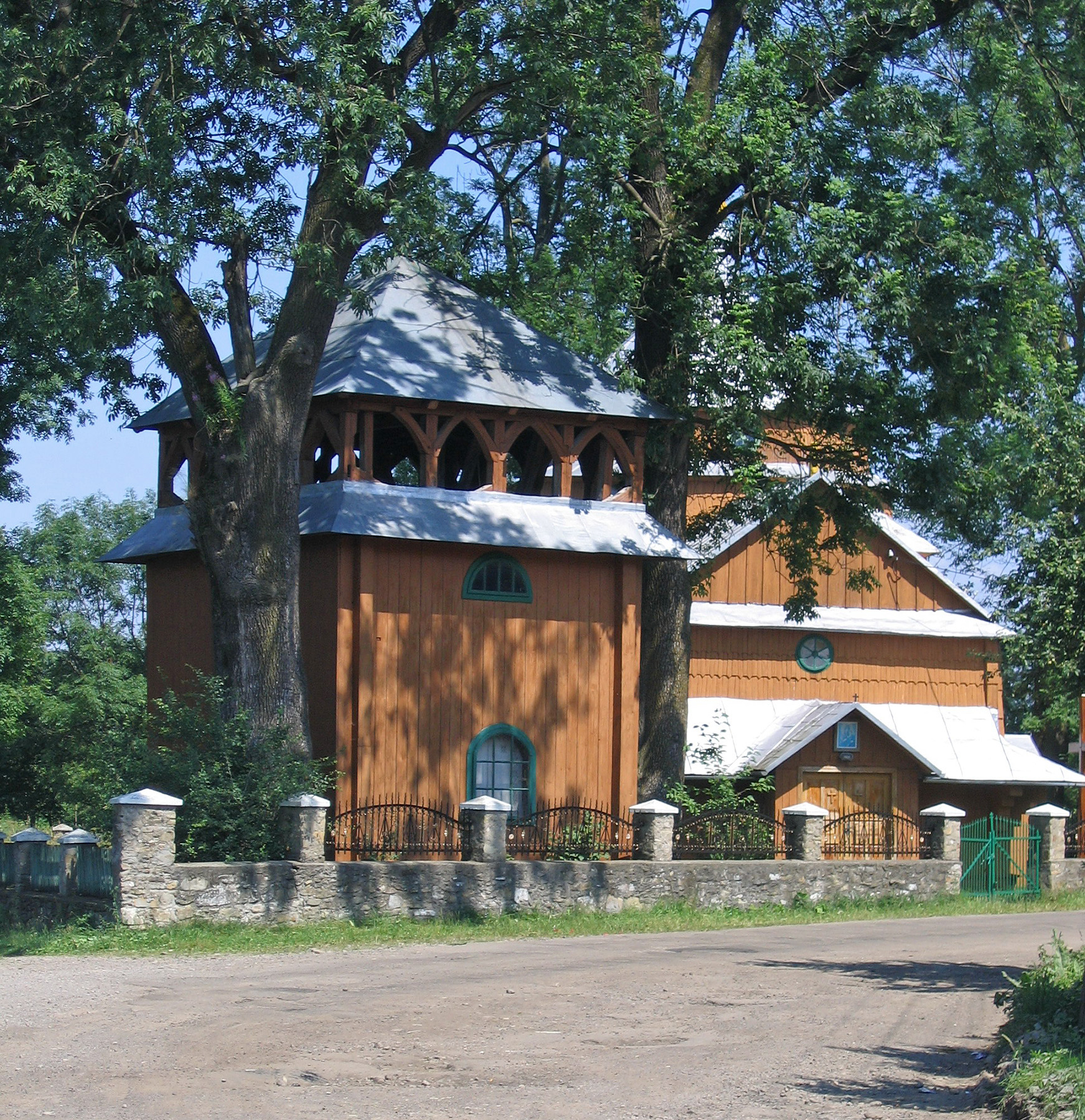